# Scarabaeus lamarcki
Scarabaeus lamarcki är en skalbaggsart som beskrevs av Macleay 1821. Scarabaeus lamarcki ingår i släktet Scarabaeus och familjen bladhorningar. Inga underarter finns listade i Catalogue of Life.

## Bildgalleri

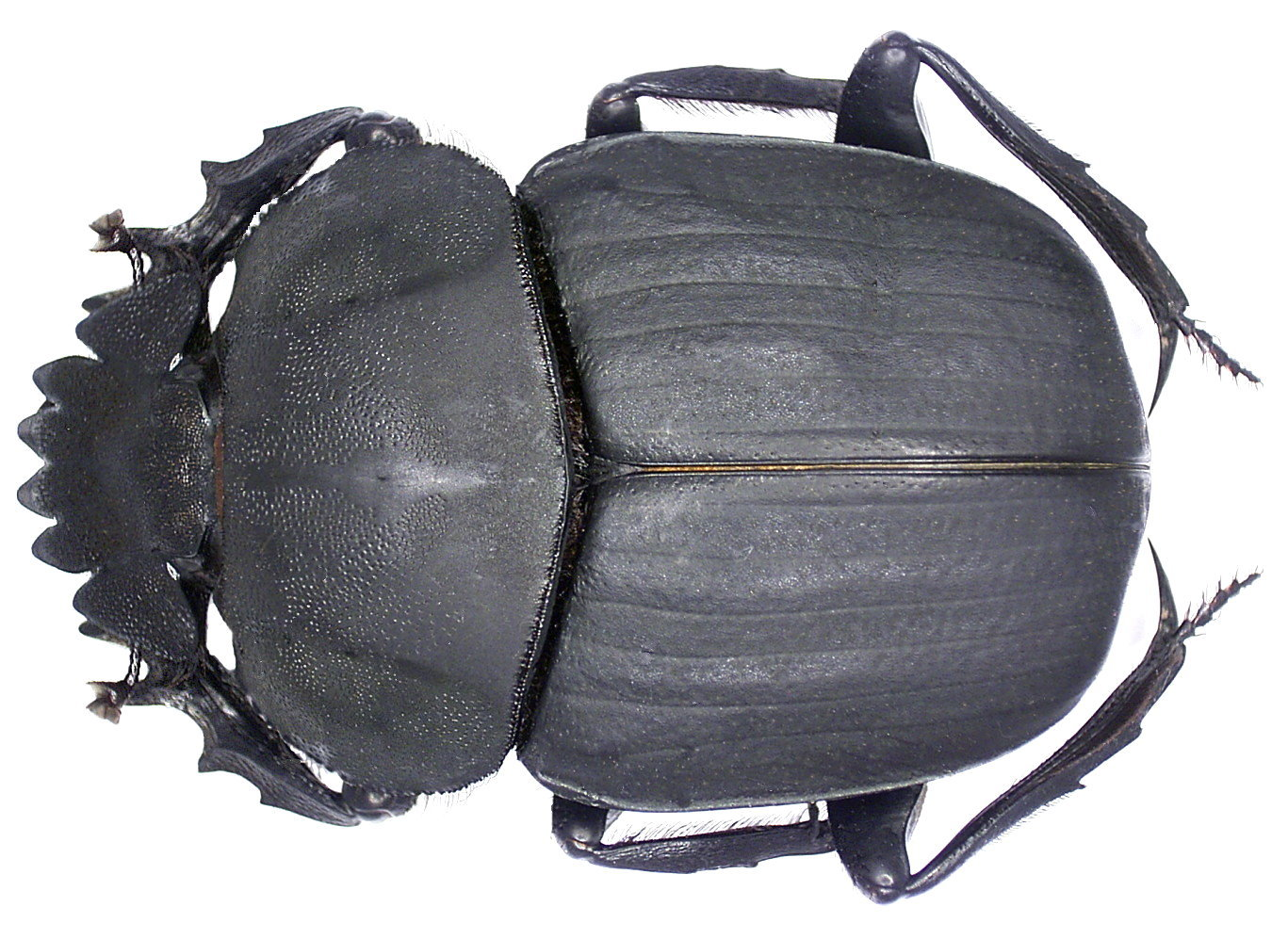